# شهرستان گریسون (تگزاس)
شهرستان گریسون، تگزاس (به انگلیسی: Grayson County, Texas) یک سکونتگاه مسکونی در ایالات متحده آمریکا است که در تگزاس واقع شده‌است.

## خصوصیات
شهرستان گریسون ۲٬۵۳۵٫۶۱ کیلومترمربع مساحت دارد.